# 親知らずバラエティー 天使の仮面!!
『親知らずバラエティー 天使の仮面!!』（おやしらずバラエティー てんしのかめん）は、1996年4月16日から同年9月17日まで、テレビ朝日系で放送されていたクイズ番組。朝日放送・日本テレワークの共同制作。放送時間は毎週火曜21:00 - 21:54（JST）。

## 番組概要
子供をテーマにしたクイズ番組。前期は、子供の視点から見た大人社会の盲点や矛盾をテーマに据え、後期は、タイトルから「親知らずバラエティー」を外して放送され、世界各地の子供の生活事情などの取材VTRからクイズが出題された。

## 出演者
司会
- 古舘伊知郎

レギュラー
- 伊藤隆大(前期)
- 伊藤まりあ
- 宇津井健(後期)
- 井森美幸

## 前期
パネラーは4人。さらに、解答者役で子供が10人スタジオに登場する。ただ、ルールは回を追うごとにマイナーチェンジが図られているため、ここに記述するのは代表的なものである。
大人コドモを探せ
子供10人に、大人には常識な事柄からクイズを出題。
パネラーは、ルーレットの要領で、10人の中から正解しそうな子供に賭ける。
チップの代わりにフルーツを、テーブルにベットしていく。
子供神経衰弱
子供10人へアンケート。パネラーは、子供が何と回答したかを予想する。
大人の言い訳
子供が出してきた疑問に対して、パネラーが1人ずつ、自分の回答をスピーチ。子供10人から最も支持されたパネラーに得点。
前期のみエンディング映像とエンディングテーマがあり、子役の子がサラリーマンの格好をしている映像に合わせて植木等の「スーダラ節」がかけられていた。

## 後期
- パネラーは5人。
- 前述の通り、世界各国の子供の生活事情を取材したVTRからクイズを出題。
- 問題は全て記述方式。
- 正解する度に、得点（単位:マイル）を獲得。
- トップ賞のパネラーが、獲得マイルに応じた行き先の海外旅行を獲得。全問正解した場合は、世界一周旅行が贈られる。

## ネット局
| 放送対象地域  | 放送局           | 系列           | 備考   |
| ------------- | ---------------- | -------------- | ------ |
| 近畿広域圏    | 朝日放送         | テレビ朝日系列 | 制作局 |
| 関東広域圏    | テレビ朝日       | テレビ朝日系列 |        |
| 北海道        | 北海道テレビ     | テレビ朝日系列 |        |
| 青森県        | 青森朝日放送     | テレビ朝日系列 |        |
| 宮城県        | 東日本放送       | テレビ朝日系列 |        |
| 秋田県        | 秋田朝日放送     | テレビ朝日系列 |        |
| 山形県        | 山形テレビ       | テレビ朝日系列 |        |
| 福島県        | 福島放送         | テレビ朝日系列 |        |
| 新潟県        | 新潟テレビ21     | テレビ朝日系列 |        |
| 長野県        | 長野朝日放送     | テレビ朝日系列 |        |
| 静岡県        | 静岡朝日テレビ   | テレビ朝日系列 |        |
| 石川県        | 北陸朝日放送     | テレビ朝日系列 |        |
| 中京広域圏    | 名古屋テレビ     | テレビ朝日系列 |        |
| 広島県        | 広島ホームテレビ | テレビ朝日系列 |        |
| 山口県        | 山口朝日放送     | テレビ朝日系列 |        |
| 香川県 岡山県 | 瀬戸内海放送     | テレビ朝日系列 |        |
| 愛媛県        | 愛媛朝日テレビ   | テレビ朝日系列 |        |
| 福岡県        | 九州朝日放送     | テレビ朝日系列 |        |
| 長崎県        | 長崎文化放送     | テレビ朝日系列 |        |
| 熊本県        | 熊本朝日放送     | テレビ朝日系列 |        |
| 大分県        | 大分朝日放送     | テレビ朝日系列 |        |
| 鹿児島県      | 鹿児島放送       | テレビ朝日系列 |        |
| 沖縄県        | 琉球朝日放送     | テレビ朝日系列 |        |

## 主なスタッフ
- ナレーター：吉田照美
- タイトルデザイン：ナンシー関
- エンディング映像 (中期まで)：つきざわけんじ（MEN'S・月澤憲司 表記）・井戸清（ヴィジュアルベイ）
- 技術：八峯テレビ
- 編集：日下石京子（オムニバスジャパン）
- 音響効果：CUBIC
- 美術：フジアール
- ディレクター：井口義朗 ほか
- 演出スタッフ：上野修平 ほか
- プロデューサー：廣畑健治 ほか
- 制作：ABC、日本テレワーク